# Mlke av Vaspurakan
Mlke av Vaspurakan, var drottning av Vaspurakan 908-943 som gift med kung Gagik I Artsrunu. Hon utövade ett betydande inflytande över politiken och är känd för sina byggnadsprojekt, och för sitt evangelium, som förvaras i Mkhitaryan-kongregationens bibliotek.